# 天主教聖迪耶教區
天主教聖迪耶教區（拉丁語：Dioecesis Sancti Deodati）是法國一個羅馬天主教教區，屬貝桑松總教區。
教區成立於1777年7月21日，1801年據1801年教務專約被撤銷。1822年10月6日恢復。
教區位於孚日省，2010年有教友289,000人（佔轄區總人口75.1%）、五十七個堂區、143名司鐸。現任教區主教為若望-保祿·馬利·瑪竇。